# Neoaploactis
Neoaploactis is een monotypisch geslacht van straalvinnige vissen uit de familie van fluweelvissen (Aploactinidae).

## Soort
- Neoaploactis tridorsalis Eschmeyer & Allen, 1978